# Colton (Cumbria)
Colton è un villaggio e parrocchia civile dell'Inghilterra, appartenente alla contea della Cumbria.